# Никола-Пенье
Никола-Пенье — деревня в Грязовецком районе Вологодской области.
Входит в состав Ростиловского муниципального образования, с точки зрения административно-территориального деления — в Ростиловский сельсовет.
Расстояние по автодороге до районного центра Грязовца — 11,5 км, до центра муниципального образования Ростилово — 4,5 км. Ближайшие населённые пункты — Скородумка, Кромино, Пирожково.
По переписи 2002 года население — 8 человек.
В «Родословии Вологодской деревни» указано, что в 1628 году деревня Никола Пенье в качестве погоста Никольского являлась вотчиной духовенства в Комельской волости Вологодского уезда.
В селе родился советский кинорежиссёр, народный артист СССР Левицкий, Николай Алексеевич (1911—1982).